# Ciclo catalitico
In chimica un ciclo catalitico è un termine che indica una reazione a più stadi che coinvolge un catalizzatore; il ciclo catalitico è il metodo principale per descrivere il ruolo di un catalizzatore in biochimica; spesso tali cicli prevedono la conversione del catalizzatore da un suo precursore. Dal momento che i catalizzatori si rigenerano, le trasformazioni catalitiche sono scritte di solito come sequenza di reazioni chimiche nella forma di un ciclo. In tali cicli, lo stadio iniziale comporta il legame di uno o più reagenti con l'enzima, e termina con il rilascio del prodotto e la rigenerazione del catalizzatore.